# 对极几何

对极几何的典型应用
两个相机从不同的角度拍摄同一场景的照片。极线几何述了两个结果视图之间的关系。

对极几何是立体视觉中的一种几何关系。当两个摄像机从两个不同的位置观察3D场景时，3D点及其在2D图像上的投影之间存在许多几何关系，从而导致图像点之间的约束。这些关系是基于针孔相机模型的假设推导出来的。

## 定义
图中描绘了两个针孔相机观察兴趣点X的场景。OL和OR代表两个相机镜头的对称中心。 X代表两个相机中的兴趣点。点xL和xR是点X在图像平面上的投影。在真实的相机中，图像平面实际上位于焦点中心的后面，并产生一个关于镜头焦点中心对称的图像。而在这里，通过将成像平面放置在焦点中心（或光学中心）的前面来等价地简化问题（图像不通过对称性变换）。 

对极几何

每个摄像头从3D世界捕捉2D图像。这种从3D到2D的转换称为透视投影，并由针孔相机模型描述。通常通过从相机发出并穿过其焦点中心的光线来模拟这种投影操作。每条光线对应于图像中的一个点。

### 对极点
由于相机镜头的光学中心是不同的，因此每个相机中心都投影到另一个相机图像平面的不同点上。这两个图像点用eL和eR表示，称为对极点。两个对极点eL和eR在两个相机各自的像平面中，并且落在两个光学中心OL和OR的连线上。

### 对极线
线OLXL被因为与左相机中心重合而被左相机视为一个点。但右相机将这条线视为其图像平面中的一条线。右摄像机中的那条线（eRxR）就称为对极线。对称地，右相机视线ORX为一个点，而被左相机视为对极线（eLxL）。
对极线是3D空间中点X的位置的函数，其随着X的变化，在两个图像中都会生成一组对极线。由于线OLX通过透镜OL的光学中心，因此右图中相应的对极线必须通过eR（并且对应于左图中的极线）。一幅图像中的所有对极线都包含该图像的对极点。

### 对极平面
兴趣点X与两相机中心OL、OR三点形成的平面称为对极平面。对极平面与每个相机的图像平面相交形成线即为对极线。无论X位于何处，所有对极平面和对极线都与对极点相交。

## 对极线约束和三角测量
当两个相机的相对位置已知，则可以导出两个重要的观察推论：
- 假设投影点xL已知，并且对极线eRxR已知，并且点X投影到右侧图像上的点xR上，该点则位于该特定对极线上。因此对于在一个图像中观察到的每个点，必须在另一个图像中的已知对极线上观察到相同的点。这导出了一个对极线约束：X在右相机平面xR上的投影必须包含在对极线eRxR中。所有的点X（OLXL线上的X1、X2、X 3、... ) 都验证该约束。这意味着可以测试两成像平面上的两个点是否匹配同一个3D点。对极线约束也可以用两个相机之间的基础矩阵或本质矩阵（英语：Essential matrix）来描述。
- 如果点xL和xR已知，则它们的投影线也已知。如果两个图像点对应于同一个3D点X ，则投影线必须在X处精确相交。这意味着X可以从两个图像点的坐标中计算出来，这个过程称为三角化（英语：Triangulation (computer vision)）。

## 简化案例
如果两个相机图像平面重合，则对极线几何形状可以被简化。在这种情况下，对极线也重合（eLXL=eRXR）。此外，对极线平行于投影中心之间的OLOR线，并且可以与两个图像的水平轴对齐。因此对于图像中的每个点，它在另一个图像中的对应点可以仅沿着水平线来找到。如果无法以这种方式摆放相机，则可以转换来自摄像机的图像坐标来模拟具有公共图像平面的情况。这个过程称为图像校正。

## 推扫式传感器的对极几何
与使用二维传感器的传统相机相比，推扫式扫描仪采用一维传感器阵列来产生长的连续图像条。该传感器的对极几何与针孔投影相机的对极几何不同。推扫式传感器的对极线是双曲线，而非直线。其次，对极线“曲线”对不存在。 然而，在某些特殊条件下，卫星图像的对极几何可以被认为是一个线性模型。 

## 引用
1. ↑  Jaehong Oh. "Novel Approach to Epipolar Resampling of HRSI and Satellite Stereo Imagery-based Georeferencing of Aerial Images" 的存檔，存档日期2012-03-31., 2011, accessed 2011-08-05.
2. ↑   Nurollah Tatar and Hossein Arefi. "Stereo rectification of pushbroom satellite images by robustly estimating the fundamental matrix", 2019, pp. 1–19 accessed 2019-06-03.

## 更多阅读
- Richard Hartley and Andrew Zisserman. . Cambridge University Press. 2003. ISBN 0-521-54051-8.

- Quang-Tuan Luong. . Artificial Intelligence Center. SRI International.   [2007-03-04]. （原始内容存档于2021-06-28）.

- Robyn Owens. .   [2007-03-04]. （原始内容存档于2020-02-21）.

- Linda G. Shapiro and George C. Stockman. . Prentice Hall. 2001: 395–403. ISBN 0-13-030796-3.

- Vishvjit S. Nalwa. . Addison Wesley. 1993: 216–240. ISBN 0-201-54853-4.

- Roberto Cipolla and Peter Giblin. . Cambridge University Press, Cambridge. 2000. ISBN 0-521-63251-X.